# Burg Trugelrode
Die Burg Trugelrode ist die Ruine einer Hangburg etwa 3 km westlich von Neustadt im Landkreis Marburg-Biedenkopf in Nordhessen. 

## Lage
Sie befand sich etwa 200 m südlich der kleinen, heute wüst liegenden Dorfsiedlung gleichen Namens in einem nach Süden abfallenden Waldstück.

## Geschichte
Die kleine Burg, eine Kemenate an einer alten Heerstraße, und die nahe Siedlung waren Besitz des Erzbistums Mainz. Die Burg wurde 1248 erstmals urkundlich erwähnt. Der in den Jahren 1262 und 1265 erwähnte Heinrich von Trugelnrode („Henricus de Trogilnrode“), der im Dienst der Grafen von Ziegenhain stand, war vermutlich ihr Erbauer, und seine Familie, wohl Kurmainzer Ministeriale, hatte dort ihren Sitz und nannte sich danach. Der wohnturmartige Bau auf einer leichten Erhöhung war möglicherweise von einem Wassergraben umgeben, der von einem Abflussgraben aus einem 70 m weiter nördlich gelegenen gemauerten Brunnen, heute „Lämmerborn“ genannt, gespeist wurde. Steinsetzungen auf dem Hügel deuteten auf ein Gebäude mit quadratischem Grundriss von rund 10 × 10 m, und gebrannte Lehmbrocken auf einen Fachwerkoberbau hin.
Im Jahre 1375 verpfändete Johann von Trugelnrode den Hof und das Dorf Trugelrode für 300 Gulden an Gerlach von Wahlen; wahrscheinlich zog er weg. Als die Ortschaft Trugelrode im Jahre 1400 als wüst bezeichnet wurde, befand sich die Burg vermutlich bereits im Verfall. Mit Otto von Trugelnrode starb das Geschlecht derer von Trugelnrode im Jahre 1459 im Mannesstamm aus.
Von dem einstigen Bau sind nur noch geringe Mauerreste mit Graben sowie ein gemauerter Brunnen vorhanden. Anfang des 20. Jahrhunderts sollen auch noch Reste des Wassergrabens erkennbar gewesen sein, und 1965 wurden im Bereich des Burghügels noch Scherben, Mörtelbrocken und behauene Steine gefunden. Aus den Lidardaten lässt sich heute genauer ein kreisförmiger Wall um den Standort von etwa 14 m Durchmesser ermitteln, an dessen südlicher Seite sich die Umrisse eines rechteckigen ca. 12 auf 5 m großen Gebäudes ablesen lassen.
Von der ehemaligen Siedlung lassen sich keine Reste erkennen.